# ルスラン・カザクバエフ
ルスラン・カザクバエフ（Ruslan Kasakbajew、1967年5月18日 - ）は、キルギスの外交官。外務大臣を2度務めた。

## 経歴
1993年にロシア外務省外交アカデミーを卒業。
2002年～2004年、外務省領事勤務総局長。2004年、キルギス外務省外交アカデミーを卒業。
2005年1月～2009年1月23日、駐イスタンブール総領事。
2009年1月26日～10月26日、外務次官。
2010年キルギス騒乱後の2010年4月15日、暫定政権の外務大臣に就任、2012年まで務める。2020年10月より再び外務大臣に就任したが、2022年4月22日に退任した。

## パーソナル
イスハーク・ラズザコフ名称キルギス国立工科大学とキルギス・クウェート大学の名誉教授。
ロシア語、トルコ語、ドイツ語を話す。
| 公職                          | 公職                         | 公職                                   |
| ----------------------------- | ---------------------------- | -------------------------------------- |
| 先代 カドゥルベク・サラバエフ | キルギス外務大臣 2010 - 2012 | 次代 エルラン・アブディルダエフ        |
| 先代 チンギス・アイダルベコフ | キルギス外務大臣 2020 - 2022 | 次代 ジェーンベク・クルバエフ （代行） |